# Phyllophaga persimilis
Phyllophaga persimilis är en skalbaggsart som beskrevs av Chapin 1935. Phyllophaga persimilis ingår i släktet Phyllophaga och familjen Melolonthidae. Inga underarter finns listade i Catalogue of Life.